# Jesus Maria Acuña
Jesus Maria Acuña (* 1879 in Monterrey, Mexiko; † 1957 in Los Angeles, Kalifornien, Vereinigte Staaten) war ein mexikanischer Pianist, Violinist, Dirigent, Musikpädagoge und Komponist.

## Leben
Jesus Maria Acuña erhielt den ersten Musikunterricht von seinem Vater. Später ging er nach Mexiko-Stadt, um am Conservatorio Nacional de Música Violine und Klavier zu spielen. 1896 gab er sein Debüt als Dirigent einer Zarzuela-Kompanie im Hafen von Tampico. Später leitete er das Sinfonieorchester in Monterrey, gab Klavierkonzerte und begab sich auf eine Konzertreise durch die Vereinigten Staaten. Nach seiner Rückkehr leitete er die Orchester Sinfónica Nacional, Sinfónica del Conservatorio Nacional und Sinfónica de la Unión Mexicana de Filarmónicos. Beim Konzertaufenthalt des Cellisten Pau Casals in Mexiko-Stadt fungierte er als dessen Klavierbegleiter. 1923 unternahm er eine längere Konzerttournee als Pianist und Dirigent durch Spanien, Italien, Frankreich, Deutschland, Brasilien, Argentinien und Uruguay. Zwischen 1910 und 1930 leitete er über einhundert Zarzuela- und Opernaufführungen in Mexiko-Stadt, Monterrey und San Luis Potosí. 1930 zog er sich von öffentlichen Auftritten zurück. Er widmete sich jetzt ganz dem Unterricht in seiner privaten Akademie in der Nähe des Alameda Central in Mexiko-Stadt. Ein Schwerpunkt war die Ausbildung von Opernsängern in den Bereichen Stil und Repertoire. Während des Zweiten Weltkriegs ließ er sich als Gesangslehrer in Los Angeles nieder, wo er als einer der ersten mexikanischen Dirigenten das Sinfonieorchester der Stadt dirigierte.

## Werke (Auswahl)
Jesus Maria Acuña komponierte vor allem kleinere Klavierstücke und eine sinfonische Dichtung.
- Vals erotico für Orchester
- Rapsodia mexicana für Orchester
- Danzas mexicanas für Klavier
- Humoresque für Klavier